# Голенищев-Кутузов, Александр Васильевич
Граф  Александр Васильевич Голенищев-Кутузов  (19 марта 1846 — 23 августа 1897) — свитский генерал-майор и гофмаршал из графской ветви рода Кутузовых. Сын генерал-лейтенанта графа Василия Павловича Голенищева-Кутузова.

## Биография
Происходил из дворян Тамбовской губернии. Внук генерала П. В. Голенищева-Кутузова и графа А. И. Рибопьера.
Воспитывался в Александровском лицее, откуда, по окончании курса, 16 января 1867 года поступил на службу юнкером в Кавалергардский полк. 17 июля того же года произведен корнетом, в 1869 году поручиком, 16 апреля 1872 года штабс-ротмистром и флигель-адъютантом. С 26 июля по 7 сентября того же года командирован в Пруссию состоять при императоре Александре II и на маневры прусских войск. В 1873 году произведён в ротмистры.
С 9 апреля того же года по 18 декабря 1876 года командовал 3-м эскадроном, когда отчислен был от фронта в Свиту. Во время русско-турецкой войны назначен состоять при 2-й пехотной дивизии. Находился при 2-й бригаде этой дивизии, посланной на подкрепление войск, оборонявших Шипкинский перевал. 22 августа 1877 года принимал участие при взятии города Ловчи.
8 сентября 1877 года вернулся в Россию для излечения болезни. В том же году был произведён в полковники. С 14 января по 5 апреля 1879  года во время чумы, состоял в распоряжении временного саратовского и астраханского генерал-губернатора М. Т. Лорис-Меликова. 24 июля того же года ему было объявлено Высочайшее благоволение за деятельность по прекращению в приволжских губерниях чумной эпидемии. В 1881 году командирован в Саратовскую губернию для собрания сведений о положении голодающего населения и раздачи пособий.
С 1881 по 1885 год занимался управлением своего имения в области войска Донского (3000 десятин). В 1886 году назначен в Берлин состоять при императоре германском. 30 августа 1887 года произведён в генерал-майоры и 6 ноября того же года назначен в Свиту. В 1889 году назначен состоять при Государе-наследнике во время путешествия его в Грецию. 20 ноября того же года вернулся в Берлин. 5 марта 1892 года назначен исполняющим должность гофмаршала. В 1893 году, согласно прошению, отчислен от этой должности.

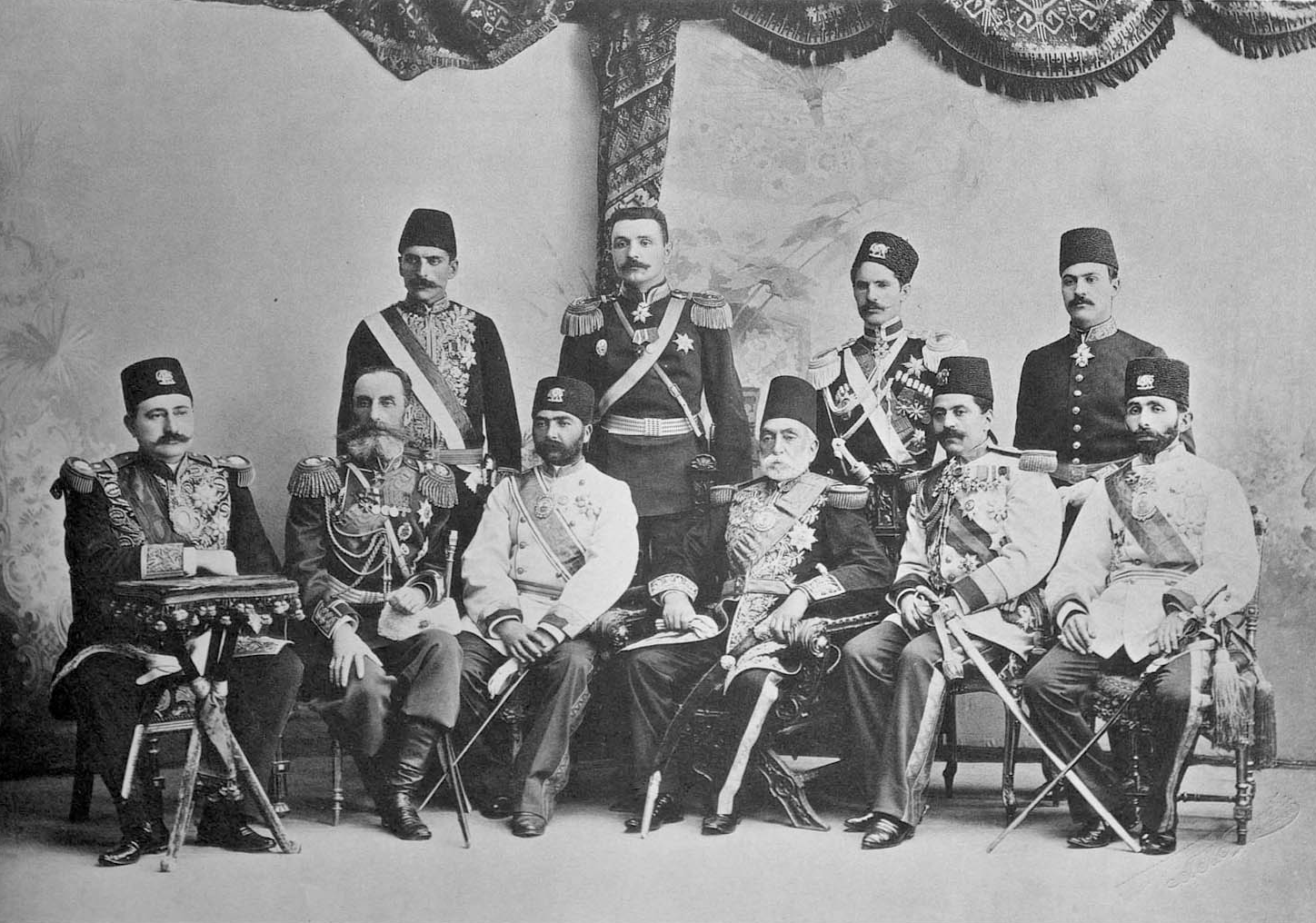
Генерал-майор А. В. Голенищев-Кутузов среди свиты Персии во главе наследником Каджарской династии Аббас Мирза во время коронации Николая II и Александры Фёдоровны

Из наград имел орден св. Владимира 2-й степени (1896). В 1880 году Высочайше разрешено было Кавалергардскому полку «принять капитал в 1000 руб., пожертвованный офицерами № 3 эскадрона, и именовать его капитал графа Голенищева-Кутузова. Проценты с этого капитала выдавать ежегодно одному из достойнейших нижних чинов 3-го эскадрона».
Скончался 23 августа 1897 года.
- Корнет (16.07.1867)[1]:
- Подпоручик (20.04.1869)
- Штабс-ротмистр (16.04.1872)
- Ротмистр (08.04.1873)
- Полковник (27.03.1877)
- Генерал-майор (30.08.1887)
- Генерал-адъютант (1896)

российские:
- Орден Святого Станислава 3 ст. (1870)
- Орден Святого Станислава 2 ст. (1874)
- Орден Святого Владимира 4 ст. с мечами и бантом (1877)
- Орден Святого Георгия 4 ст. (1877)
- Орден Святой Анны 2 ст. (1880)
- Орден Святого Станислава 1 ст. (1890)
- Орден Святой Анны 1 ст. (1893)
- Орден Святого Владимира 2 ст. (1896)

иностранные:
- Австрийский Орден Франца Иосифа 1 ст. (1872)
- Прусский Орден Короны 3 ст. (1872)
- Прусский Орден Короны 2 ст. со звездой (1887)
- Прусский Орден Красного Орла 2 ст. со звездой (1888)
- Саксонский Орден Альбрехта 1 ст. (1889)
- Датский Орден Данеброга 1 ст. (1890)
- Греческий Орден Спасителя 1 ст. (1890)
- Прусский Орден Красного Орла 2 ст. со звездой и бриллиантами (1890)
- Австрийский Орден Франца Иосифа 1 ст. (1890)
- Баварский Орден «За заслуги» 2 ст. со звездой (1891)
- Прусский Орден Короны 1 ст. (1892)
- Черногорский Орден Данило I 1 ст. (1894)
- Болгарский Орден «Святой Александр» 1 ст. (1896)

## Семья

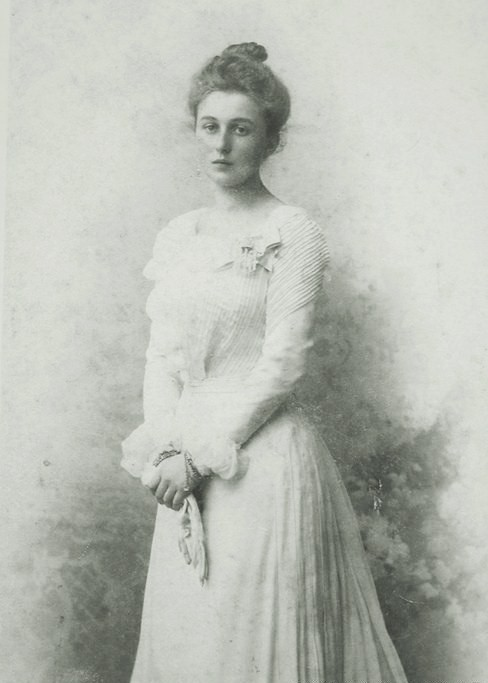
Марина Граббе, дочь

Был женат на вдовой княгине Вере Сергеевне Трубецкой (1846—1934), дочери шталмейстера князя Сергей Александровича Оболенского-Нелединского-Мелецкого от брака его с Натальей Владимировной Мезенцевой. В первом браке с 1865 года Вера Сергеевна была замужем за князем Иваном Сергеевичем Трубецким, сыном декабриста. Дети:
- Марина (1880—1951), фрейлина двора (1900), замужем за графом Дмитрием Михайловичем Граббе (1874—1927).
- Василий (1882—16.12.1903), кавалергард, погиб от удара копытом лошади.
- Наталья (1883—1963), фрейлина двора (1903), замужем за Дмитрием Фёдоровичем Лёвшиным (1876—1947).
- Сергей (1885—1950), кавалергард, петроградский уездный предводитель дворянства.
- Татьяна (1886— ?)
- София (19.10.1888, Ницца —1965), фрейлина двора (1908), с 1909 года замужем за Львом Федоровичем Мейендорфом (1876—1919); во втором браке за С. С. Бутурлиным (1885—1965).